# Домениль (озеро)
Домениль (фр. Lac Daumesnil) — одно из трёх искусственных озёр Венсенского леса. Площадь зеркала озера составляет ~ 0,12 км². Находится в юго-западной части Венсенского леса, примерно в 300 метрах севернее Венсенского велодрома. Озеро названо в честь барона Пьера Домениля. На озере имеется 2 острова (Берси и Рейи), остров Рейи соединён мостами с островом Берси и с остальной территорией парка. Как и три других озера парка (Сен-Мандэ, Гравель и Миним), Домениль является частью гидросистемы Венсенского леса, которая обеспечивает подпитку озёр водами Сены. Озеро было вырыто в 1860-х годах, во время преобразования Венсенского леса в парк.
Около южного берега озера (напротив моста, ведущего на остров Рейи) расположена Венсенская пагода и тибетский буддийский центр традиции Кагью, Кагью-Дзонг.
Озеро находится в окружении набережной Морис Буатель.